# 1943 no jornalismo
Nesta página encontrará referências aos acontecimentos directamente relacionados com o jornalismo ocorridos durante o ano de 1943.

## Nascimentos
| Data          | Nome              | Profissão                                            | Nacionalidade | Observações | Ref   |
| ------------- | ----------------- | ---------------------------------------------------- | ------------- | ----------- | ----- |
| 20 de março   | Alice Vieira      | escritora e jornalista                               | Portugal      |             |       |
| 22 de agosto  | Carlos Coutinho   | escritor, jornalista e dramaturgo                    | Portugal      |             | [ 1 ] |
| 7 de setembro | António Melo      | jornalista                                           | Portugal      |             |       |
| 22 de outubro | Márcia Kubitschek | política e jornalista, filha de Juscelino Kubitschek | Brasil        | m. 2000     |       |
| 28 de outubro | João Aguiar       | jornalista e escritor                                | Portugal      | m. 2010     |       |

## Mortes
| Data | Nome | Profissão | Nacionalidade | Observações | Ref |
| ---- | ---- | --------- | ------------- | ----------- | --- |